# Musique traditionnelle des îles anglo-normandes

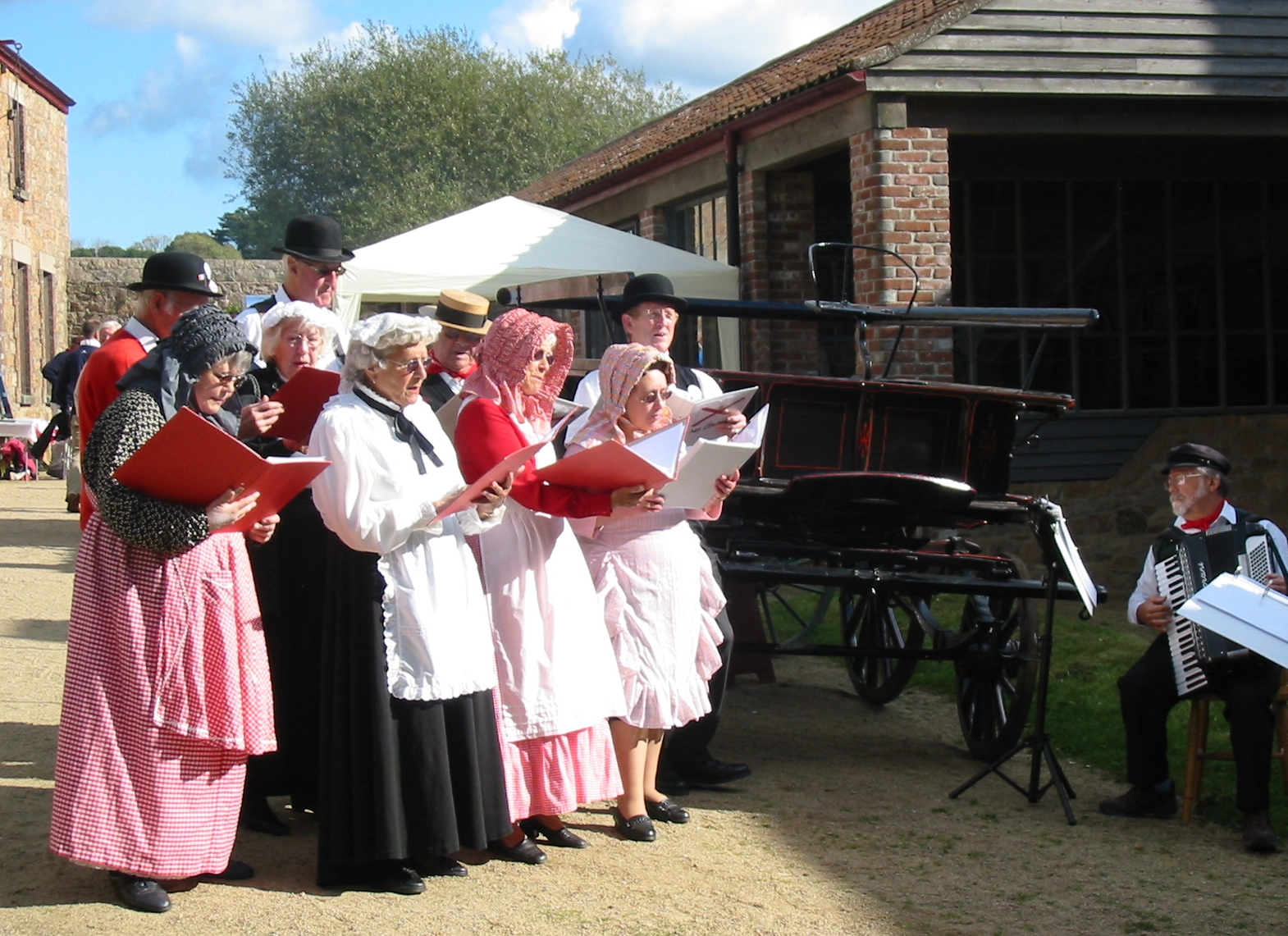
Groupe de chanteurs lors de la Fête traditionnelle du cidre en 2008.

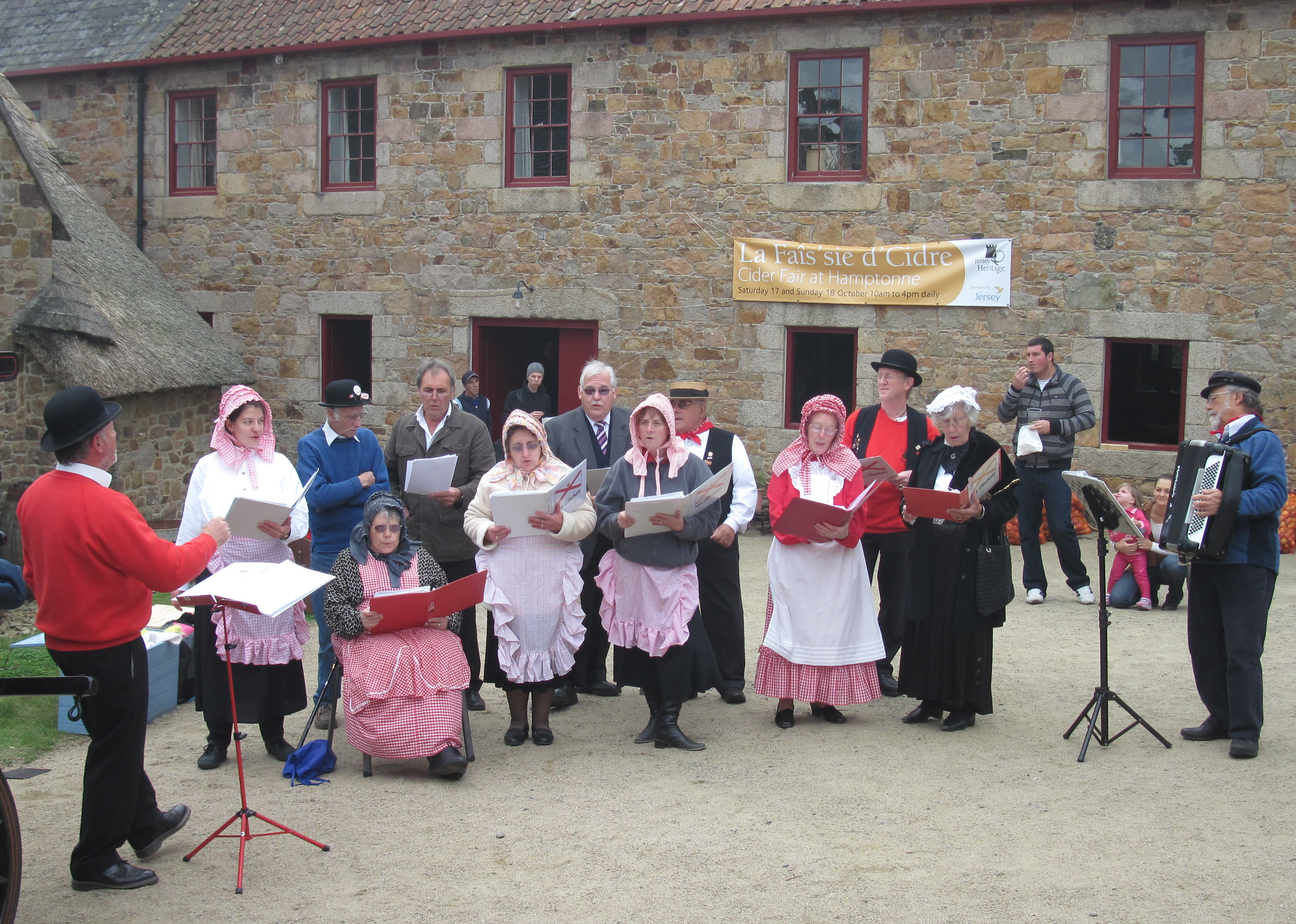
Groupe de chanteurs lors de la Fête traditionnelle du cidre en 2009.

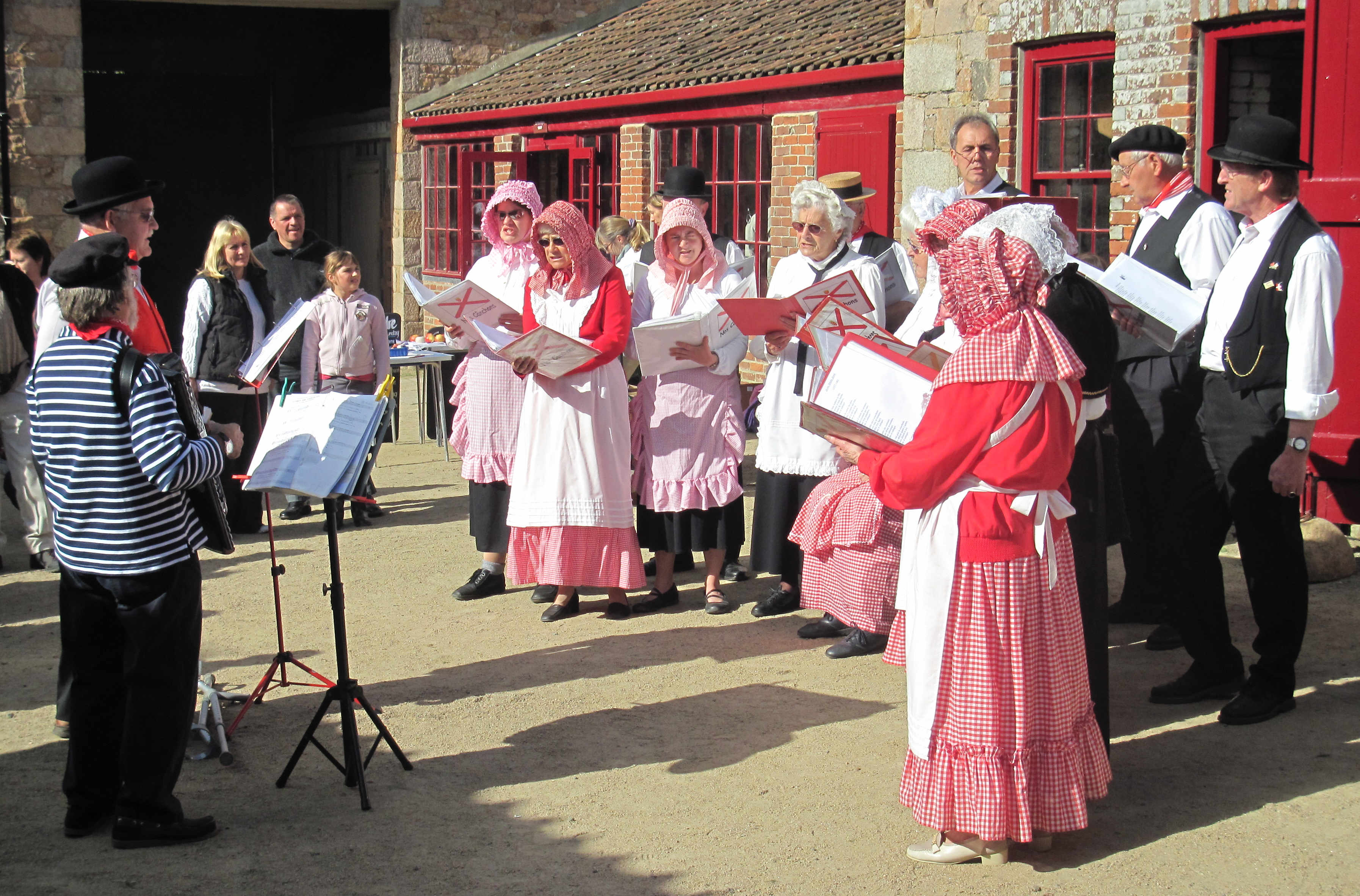
Groupe de chanteurs lors de la Fête traditionnelle du cidre en 2010.

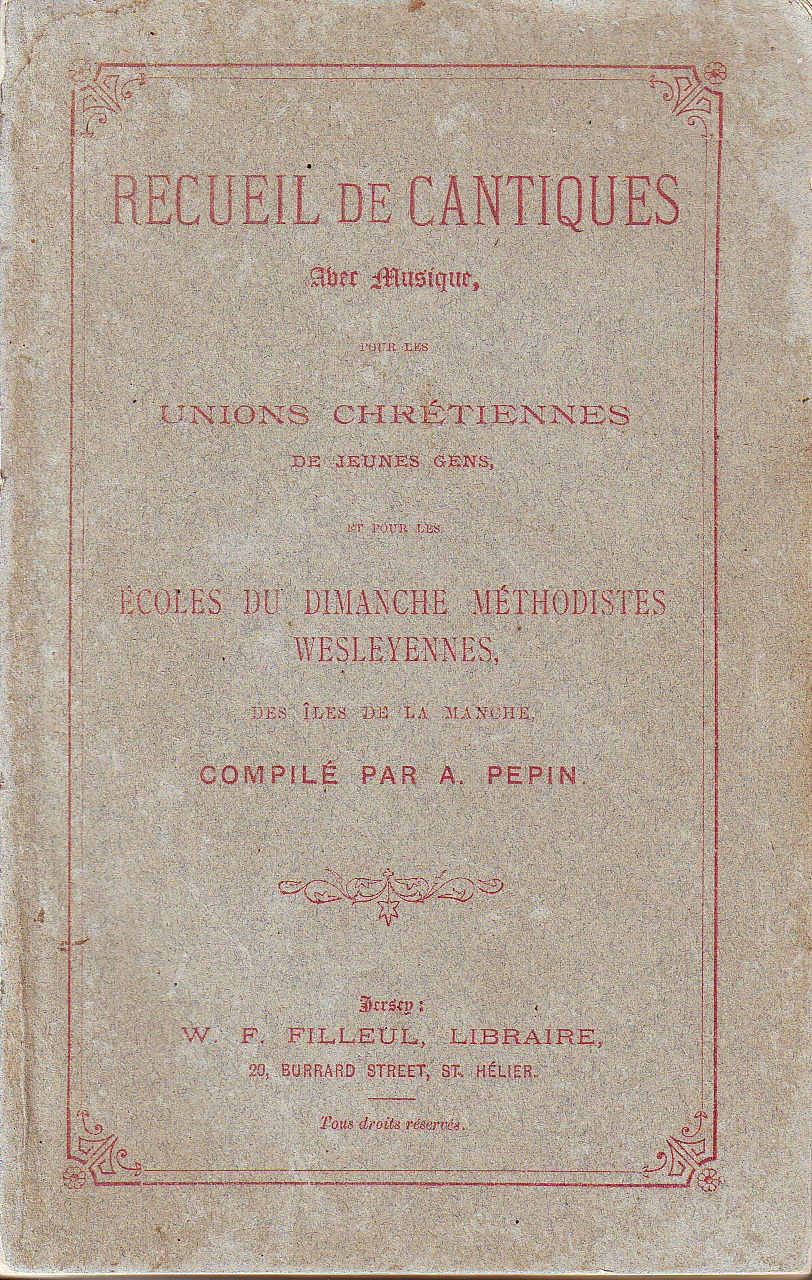
Recueil de cantiques (Jersey : 1889).

La musique traditionnelle des îles anglo-normandes est une composante du patrimoine culturel historique des îles Anglo-Normandes. Elle témoigne, par son existence, toujours vivante, des liens historiques, culturels et linguistiques avec les traditions orales françaises et la coutume de Normandie. Les hymnes nationaux traditionnels des îles anglo-normandes exécutés lors de cérémonies locales, sont Ma Normandie pour l'île de Jersey et Sarnia Chérie pour l'île de Guernesey.

## Présentation
Parmi les premiers chants témoignant de l'usage de la langue française dans les îles anglo-normandes, furent, dès le Moyen Âge les cantiques chantés dans les églises des îles de la Manche. Bien que la population des îles anglo-normandes se soit majoritairement anglicisée après la Seconde Guerre mondiale, le passé normand des îles demeure toujours présent dans les îles anglo-normandes de multiples façons et notamment à travers l'histoire, la topographie, les parlers jersiais et guernesiais et le folklore local. Ce dernier aspect se manifeste à travers les chansons en français et en langue normande, les danses traditionnelles et l'utilisation d'instruments de musique typiques qui rejaillissent notamment lors de fêtes locales, tant à Jersey qu'à Guernesey. 

## Chansons
Des collectages systématiques de musiques traditionnelles sont entrepris dans l'archipel par Peter Kennedy (1957), Claudie Marcel-Dubois et Marie-Marguerite Pichonnet-Andral (1970) et Peter Anderson (Sercq: 1976). Ceux-ci révèlent une riche variété de complaintes, de chansons lyriques et chansons à danser dont la plupart consiste en variantes de chants répandus dans les traditions orales de France et d'autres pays francophones. Il y a deux exceptions: "Belle, Rendez-Moi Mes Gants" (chanson à répondre du répertoire de Jack Le Feuvre, Sercq) et "La Chanson de Peirson" (complainte collectée par Ed. Gavey à Jersey, vers 1905). Ces exemples n'ont pas été trouvés ailleurs.
Quelques chansons et comptines folkloriques traditionnelles ont survécu en usage populaire telles que Jean, Gros Jean et J'ai perdu ma femme (en jersiais ) / J'ai perdu ma faumme (en guernesiais). Il existe aussi des pièces composées en normand insulaire telles que Man Bieau P'tit Jèrri (Mon beau petit Jersey), Sus la mè (Sur la mer), À l'Êta (À L'Étacq), Châchons! bul'tons! (Tamisons ! Blutons !), L' tchait d'la plyie (Il pleut), Tchêne froutchi (Chêne fourchu).
Des groupes folkloriques reprennent des poésies locales du XIXe siècle et XXe siècle, écrites en jersiais ou en guernesiais et les mettent en chansons. Le groupe jersiais "Nouormand Magène" a remis au goût du jour, des poésies notamment du poète jersiais Augustus Asplet Le Gros

## Danses
Les danses traditionnelles inclus la ronde, le cotillon (sorte de contredanse), le quadrille, le rigaudon, ainsi que des danses populaires du XIXe siècle telles que la valse, la scottish et la polka. 
"La Danse des Chapieaux" (la danse des chapeaux) était un jeu populaire de forfait, tandis que "La Bérouaisse" (la danse du balai) était un affichage de l'agilité d'un danseur solo. "La Bébé" (la polka bébé) est une danse du XIXe siècle qui reste populaire auprès des danseurs en costume folklorique.

## Instruments
L'instruments de musique traditionnelle le plus souvent associé avec les îles anglo-normandes est la vielle à roue appelée localement la chifournie. Celui-ci disparait de Guernesey vers le milieu du XIXe siècle et de Jersey au début du XXe siècle. Frank Le Maistre décrit cet instrument dans son "Dictionnaire jersiais-français", (1976). Le violon et accordéon ont continué à être joué dans les musiques traditionnelles jersiaises et guernesiaises.